# Jack McVeigh
Jack McVeigh (Murwillumbah, Nueva Gales del Sur, 27 de junio de 1996) es un baloncestista australiano que pertenece a la plantilla de los Houston Rockets de la NBA, con un contrato dual que le permite además jugar con su filial en la G League, los Rio Grande Valley Vipers. Con 2,03 metros de estatura, juega en la posición de ala-pívot.

## Trayectoria deportiva

### Universidad
Jugó tres temporadas con los Cornhuskers de la Universidad de Nebraska, en las que promedió 5,3 puntos y 2,3 rebotes por partido.

#### Estadísticas
| Año     | Equipo   | PJ | PT | MPP  | %TC  | %3P  | %TL   | RPP | APP | ROB | TPP | PPP |
| ------- | -------- | -- | -- | ---- | ---- | ---- | ----- | --- | --- | --- | --- | --- |
| 2015–16 | Nebraska | 34 | 4  | 17.0 | .350 | .340 | .690  | 2.6 | 1.0 | .4  | .1  | 4.8 |
| 2016–17 | Nebraska | 30 | 11 | 22.9 | .372 | .338 | .780  | 2.5 | .6  | .5  | .3  | 7.5 |
| 2017–18 | Nebraska | 14 | 0  | 7.5  | .345 | .333 | 1.000 | 1.1 | .1  | .4  | .1  | 1.9 |
| Total   | Total    | 78 | 15 | 17.6 | .361 | .339 | .746  | 2.3 | .7  | .4  | .2  | 5.3 |

### Profesional
Después de dejar la universidad, McVeigh regresó a su ciudad natal para jugar para los Gold Coast Rollers de la Queensland Basketball League en 2018. Posteriormente se unió a los Adelaide 36ers de la NBL con un contrato de tres años.
En 2021 fichó por los Tasmania JackJumpers, equipo que debutaba en la NBL, y a los que ayudó a alcanzar las finales, en las que cayeron por 3-0 ante los Sydney Kings. Tras acabar su segunda temporada en el equipo, fichó por el equipo alemán del USC Heidelberg, de laBasketball Bundesliga. con los que jugó hasta final de temporada, promediando 13,5 puntos y 5,5 rebotes por partido.
Tas su periplo alemán regresó a los JackJumpers, con los que derrotó 2-1 a los Perth Wildcats en semifinales, con un récord personal de 27 puntos en el tercer partido. En ña final se encontraron a los Melbourne United, a los que derrotaron 3-2, proclamándose campeones de la NBL Australia, y siendo además elegido MVP de las finales.
El 25 de julio de 2024 firmó un contrato dual con los Houston Rockets de la NBA.

### Selección nacional
Entre julio y agosto de 2024 fue parte de la selección absoluta de Australia, que disputó los Juegos Olímpicos de París, finalizando en sexta posición.

## Estadísticas de su carrera en la NBA

### Temporada regular
| Año     | Equipo  | PJ | PT | MPP | %TC  | %3P  | %TL  | RPP | APP | ROB | TPP | PPP |
| ------- | ------- | -- | -- | --- | ---- | ---- | ---- | --- | --- | --- | --- | --- |
| 2024-25 | Houston | 9  | 0  | 4.8 | .294 | .308 | .000 | .6  | .1  | .0  | .2  | 1.6 |
| Total   | Total   | 9  | 0  | 4.8 | .294 | .308 | .000 | .6  | .1  | .0  | .2  | 1.6 |